# جيسيكا ماري غارسيا
جيسيكا ماري غارسيا (بالإنجليزية: Jessica Marie Garcia)‏ هي ممثلة أمريكية، ولدت في 23 مارس 1987 في أورلاندو في الولايات المتحدة.

## وصلات خارجية
- جيسيكا ماري غارسيا على موقع IMDb (الإنجليزية)
- جيسيكا ماري غارسيا على موقع قاعدة بيانات الفيلم (الإنجليزية)